# Bauck Poppema
Bauck Poppema även känd som Bauck Foppesd. av Popma och Bauck Hemmema, född i Terschelling, död 1501 i Berlikum, Friesland, legendarisk hjältinna över fortet Hemmemastate. 
Dotter till Foppe och Popma Wilsck Aedesd. Gerbranda; gift Doeke Hettes Hemmema (d. 1503), chef för Berlikum ning. Det var en tid av stridigheter mellan partierna Schieringers och Vetkopers, där maken tillhörde det förstnämnda. År 1496 attackerades fortet Hemmemastate av Groningen. Bauck, som var gravid, hade då befälet och ansvaret för fortet. Hon försvarade framgångsrikt fortet ända fram till att förstärkningar anlände, varefter fortet föll. Alla soldater blev då avrättade. Den gravida Bauck Poppema flyttades till Groningen, där hon födde tvillingar i fängelset, enligt legenden fastkedjad under förlossningen. Hon släpptes i maj 1497 i en fångutväxling.  
Bauck Poppema har i historieskrivningen blivit en metafor för "modig kvinna", och ett ideal för en frisisk hjältinna, och har jämförts med 
Jeanne Hachette och Kenau Simonsdochter Hasselaer.